# Krantzolaspina rebatii
Krantzolaspina rebatii is een mijtensoort uit de familie van de Parholaspididae. De wetenschappelijke naam van de soort werd voor het eerst geldig gepubliceerd in 1989 door Datta en Bhattacharjee.